# 환경위성센터
환경위성센터 보관됨 2021-03-21 - 웨이백 머신(環境衛星센터, Environmental Satellite Center)는 대한민국 환경부 국립환경과학원의 기후대기연구부 소속 센터이다. 2018년 발족하였으며, 인천광역시 서구 경서동 종합환경연구단지 내 위치하고 있다. 센터장은 공업연구관ㆍ농업연구관ㆍ보건연구관ㆍ환경연구관 또는 기상연구관으로 보한다. 센터는 정지궤도 복합위성 환경탑재체(GEMS) 개발 사업을 추진하고 있으며, 환경탑재체가 발사되면 대한민국은 독자적으로 동아시아 대기오염 및 기후변화 유발물질(오존, 에어로졸, 이산화황, 이산화질소, 포름알데히드) 감시 할 수 있을 것이다.

## 주요업무[2][3]
- 환경위성 운영 및 관측자료의 수신.처리 보존 및 배포
- 환경위성센터 장비의 운영 및 관리에 관한 사항
- 환경위성자료 처리.분석 기술 개발 및 개선
- 환경위성 자료 분석 및 예보 지원에 관한 사항
- 환경위성 자료 검증 및 개선에 관한 사항
- 국가 환경정책 수립 평가를 위한 위성자료 지원에 관한 사항
- 환경위성 관측자료의 수집.분석.활용
- 환경위성 선진기술 도입 및 자료 공유를 위한 국내외.협력
- 차세대위성 등 후속 위성 개발에 관한 사항

## 연혁
- 2018년 2월 27일: 환경위성센터 준공
- 2018년 3월 30일: 국립환경과학원 기후대기연구부 환경위성센터 신설
- 2018년:  지구관측위성위원회 (CEOS)가입[4]
- 2018년 12월 12일: 미국 NASA와 환경위성 산출 자료 공유 및 공동 연구 업무협약(MOU)
- 2020년 2월 19일: 환경위성(천리안-2B) 발사 - 남미 프랑스령 기아나 쿠르(꾸르) 기지에서 대한민국 시간 2020년 2월 19일(수) 오전 7시 18분 (현지 기준 2020년 2월 18일(화) 19시 18분)) 발사
- 2020년 11월 18일: 환경위성첫 영상 공개
- 2021년 3월 22일: 환경위성센터 홈페이지(https://nesc.nier.go.kr/product/view%5B깨진+링크(과거+내용+찾기)%5D) 8종 영상 공개(홈페이지=> 위성자료=> 위성영상전시=> 키워드 검색 후 조회 선택) : 이산황의 경우는 화산 폭발 등 이벤트 발생시 공개

## 조직

### 센터장
- 기획개발
- 운영
- 분석활용

## 관련 기관
환경부 국립환경과학원 환경위성센터 외에 기상청의 국가기상위성센터, 해양수산부 국립해양조사원의 국가해양위성센터, 국토교통부 국토지리정보원 국토위성센터가 운영 중이다. 그외 산림위성과 농업위성 등 위성개발과 관련하여 여러 기관에서 위성센터를 계획 중이다.

## 참고 문헌 및 사이트
- 국립환경과학원
- 환경위성센터 보관됨 2021-03-21 - 웨이백 머신
- 환경부(2018). (보도자료) 환경과학원-나사, 정지궤도 환경위성 산출 자료 공유한다
- 국립환경과학원(2020).(보도자료) 천리안위성 2B호, 오늘(2월19일) 아침 발사 성공
- 환경부와 그 소속기관 직제 시행규칙(환경부령 제820호 2019년 8월 27일)
- 환경부(2020). (보도자료) (공동-보도)"10년여 대장정의 결실"환경위성, 아시아 대기질 영상 첫 공개
- 국토지리정보원
- 해양위성센터